# 江別市立江陽中学校
江別市立江陽中学校（えべつしりつ こうようちゅうがっこう）は、北海道江別市萌えぎ野中央にある市立中学校。

## 教育目標
- 学ぶことに喜びを持ち、すすんで学習する生徒（希望）
- 思いやりがあり、自分の行いに責任をもつ生徒（誠実）
- 心身をきたえ、明るくのびのびしている生徒（健康）

## 校区
- 江別市立豊幌小学校
- 江別市立江別太小学校